# ポール・ブックハイト
ポール・ブックハイト（英語：Paul Buchheit、1977年11月7日 - ）は アメリカのコンピュータプログラマ、起業家。 Gmailを考案、開発を主導した人物として知られる。Gmailのサービスの一部としてプロトタイプのGoogle AdSenseの開発も手掛けた。また、Googleの有名な企業モットー「邪悪になるな」（Don't be evil）を考案した人物でもある。

## 生まれと学生時代
ポール・ブックハイトはニューヨークで育った。その後オハイオ州クリーブランドにあるケース・ウェスタン・リザーブ大学に進学。同大学ボート部のメンバーとして活躍した。

## キャリア
ポール・ブックハイトはインテルで働き、その後Googleに入社。同社23番目の従業員となった。2001年にGoogleでサービスを開始したGmailは、検索および大容量のデータ保存を通じメールサービスの革新を達成した。また、Google AdSensの開発も行った。 2006年にGoogleを退職した後、2007年にFriendFeedを設立。同社は2009年にFacebook によって買収された。
2010年にFacebookを去った後は、投資企業のY Combinatorのパートナーとなった。2006年（投資開始時）から2008年まで、彼は32の異なる企業に約121万ドルを投資した。また彼はエンジェル投資家 として約40（彼自身の推計値）ものスタートアップへの投資事業を行っている。

### 表彰
2011年、エコノミストイノベーションアワード「計算および通信」分野にて受賞。

## その他の分野
社会には利用可能な労働と資源の一部を使用して、すべての人に適切な食糧、住居、教育、医療を提供する必要があると考えている。以下に引用した文章は、賃金奴隷、日本でいう、いわゆる社畜といった労働者への労働搾取を終わらせることが可能であることを意味している。